# Toumoukoro
 (août 2008).
Si vous disposez d'ouvrages ou d'articles de référence ou si vous connaissez des sites web de qualité traitant du thème abordé ici, merci de compléter l'article en donnant les références utiles à sa vérifiabilité et en les liant à la section « Notes et références ».
Toumoukoro est une ville située à l'extrême nord de la Côte d'Ivoire, dans la Région des savanes, près de Niellé et distante de près de 150 km de Korhogo, de 100 km de Ouangolodougou, de 145 km de Ferkessédougou. Elle est proche des frontières du Burkina Faso et du Mali. La localité de Toumoukoro est chef-lieu de commune et de sous-préfecture .

## Géographie

### Situation
La sous-préfecture de Toumoukoro est située à l'extrême-nord de la Côte d'Ivoire à 100 km de Ouangolodougou, et à 35 km de Niellé, son ancien chef-lieu de sous-préfecture,. Elle est éloignée de 14 km de la route internationale qui mène au Mali, pays limitrophe au nord de la Côte d'Ivoire, et distante de près de 17 km de Pogo, le poste de douane principal avec le Mali, par la route internationale. Toumoukoro est éloignée d'Abidjan de 730 km, de 110 km de Korhogo, la capitale régionale du nord, et à près de 35 km de Kadiolo, la première préfecture ou chef-lieu de département au Mali voisin.
Toumoukoro est une ville au relief plat, située entre deux rivières, dont une à 1,5 km à l'entrée, appelée Lofouhol, et une qui traverse la ville.

## Toponymie
Toumoukoro est une ville qui a une double appellation. Son nom Toumoukoro lui vient de la langue malinké, ou dioula. Cette appellation s'explique de ce que le fondateur était venu s'installer sous un arbre de tamarin, appelé en malinké "tomi-yiri" Donc les passants pour indiquer le site où le fondateur du village s'est installé, disait "celui qui est là-bas sous l'arbre du tamarin" c'est-à-dire "tomikorô", ce que l'explorateur a déformé comme dans beaucoup de cas en disant « toumoukro » devenu toumoukoro. Le fondateur avait pour compagnon un coq, qui servait de boussole aux passants, le coq s'appelle en langue Sénoufo: "gopolo" ce qui a valu à Toumoukoro sa seconde appellation Gopoloh. Rappelons que le sénoufo est l'ethnie majoritaire au nord de la Côte d'Ivoire.
Selon les historiens, le fondateur du village, il y a plus de cinq siècles, était assis sous cet arbre de tamarin qui est un arbre sauvage dans les savanes du nord –, appelé « Tomi » dont la production est transformée en jus, commercialisée dans beaucoup de pays de l'Afrique de l'ouest. Principalement dans le mois du ramadan, où l'extraction entre dans les ingrédients pour la rupture du jeûne. Ce nom a été incorrectement épelé et mal repris par le colonisateur, qui l'a écrit tout simplement « Toumoukoro », déformant ce qui devrait être écrit « Tomikoro », c'est-à-dire « sous l'arbre de Tomi.

## Administration
La localité de Toumoukoro constitue l'une des 4 sous-préfectures formant le département de Ouangolodougou. Tout comme Ouangolo, Diawala et Niellé, il est l'un des chefs-lieux de sous-préfecture du chef-lieu de département qu'est Ouangolodougou.
La sous-préfecture de Toumoukoro est devenue fonctionnelle en 2009, soit près de deux après son annonce faite en grande pompe par le chef de l'État, S.E.M Laurent Gbagbo, Président de la République de Côte d'Ivoire, lors de sa tournée historique à Ferkessédougou le 28 novembre 2007. Toumoukoro a pris en main sa souveraineté à partir de la cérémonie de la passation des charges entre les sous-préfets de Niellé et M. Dongo Kouakou, qui en fut le tout premier administrateur. Rappelons que M. Dongo Kouakou était précédemment secrétaire général au conseil général de Bouaflé, une localité située à moins de 100 km de la ville de Yamoussoukro capitale politique du pays. La cérémonie a eu lieu le 25 avril 2009, en présence de M le préfet de Ouangolo, des sous-préfets de Ouangolo, de Diawala et de Niellé, y ont pris part devant une foule très nombreuse en liesse, venue sur l'esplanade de la sous-préfecture, pour fêter cet évènement inédit. Un jour longtemps attendu, qui est arrivé enfin dans l'histoire de ce village qui attendait son premier administrateur depuis près de 40 ans. Les fils du village ont donné un surnom sénoufo à leur sous-préfet : commandant-Zié, qui veut dire premier fils d'une femme au pays sénoufo, comparant ainsi la sous-préfecture à une femme qui accouche de son premier fils. La cérémonie s'est terminée par un match de football qui marquant la finale d'un tournoi organisé dans la sous-préfecture, et doté du trophée Largaton Karim Ouattara, un des fils cadres du village. Toumoukoro comme tant d'autres villes récemment érigées en commune attend d'avoir un maire élu à la sortie de la crise avec l'avènement des élections générales qui vont marquer le retour définitif de la paix en Côte d'Ivoire. Le 7 août 2009, Toumoukoro à l'instar de nombreuses nouvelles sous-préfectures de son rang, a fêté sa toute première fête d'indépendance, la 49e depuis l'accession du pays à l'indépendance. Cette cérémonie qui avait l'allure d'une première dans l'histoire du village, s'est déroulée devant une foule immense venue non seulement de Toumoukoro, mais aussi d'ailleurs pour assister à cette première édition.

## Société

### Démographie
La commune de Toumoukoro est une sous-préfecture qui serait peuplée de près de 7 000 habitants selon de récentes estimations, y compris les populations des villages satellites. Toumoukoro est peuplée essentiellement de Sénoufos (près de 70 %), de Malinkés (25 %), et de Peuls (5 %),.

### Santé
Toumoukoro est dotée d'un centre de santé construit dans les années 1990, subdivisé en un dispensaire et une maternité.
Un dispensaire qui est resté animé et fonctionnel, grâce au courage de M. Coulibaly, l'infirmier du village qui a su braver et surmonter les aléas de la crise politico-militaire qui dure depuis 7. Une crise qui a commencé un an à peine, après son arrivée dans ce centre de santé. Il a assuré un cumul de fonctions durant six ans, à savoir celle d'infirmier et de sage-femme, pour ne pas dire "sage-femme" à la fois, jusqu'à l'arrivée il y a un an, de la sage-femme qui est à son premier poste de fonctionnaire. Mlle Cisse Djénéba devenue Madame Bamba, quelques mois après sa prise de service.

### Éducation
Toumoukoro est dotée d'un groupe scolaire fondé en 1958 grâce à la volonté de Robert Gnondjoloh Coulibaly. Cette école a démarré avec trois salles de classe qui accueillaient chacune le cours préparatoire (CP 1 et 2), le cours élémentaire (CE1 et 2) et le cours moyen (CM1 et 2), jusqu'à l'avènement de l'extension de l'école à 6 classes avec la construction d'un nouveau bâtiment.

### Langues
Depuis l'indépendance, la langue officielle dans toute la Côte d'Ivoire est le français. La langue véhiculaire, parlée et comprise par la majeure partie de la population, est le dioula mais la langue vernaculaire de la région est le sénoufo. Le français effectivement parlé dans la région, comme à Abidjan, est communément appelé le français populaire ivoirien ou français de dago qui se distingue du français standard par la prononciation et qui le rend quasi inintelligible pour un francophone non ivoirien. Une autre forme de français parlé est le nouchi, un argot parlé surtout par les jeunes et qui est aussi la langue dans laquelle sont écrits 2 magazines satiriques, Gbich! et Y a fohi. La région accueillant de nombreux ivoiriens issus de toutes les régions du pays, toutes les langues vernaculaires du pays, environ une soixantaine, y sont pratiquées.

## Urbanisme et habitat
Toumoukoro est composée de plusieurs sous-quartiers, dont « Djohogogue » qui signifie le quartier des Dioula. Il abrite le marché de la commune et accueille l'étranger venant de Niellé par la voie internationale qui mène au Mali voisin, en passant par Ouaméléro, Koronani, Tiogo et Pofoun, un village de près de 400 habitants qui dispose d'une école primaire de trois classes.
Plus au sud se trouve le quartier le « Senangogue » : le quartier des Sénoufos qui est le plus grand et plus peuplé de la ville.
La construction d'un château d'eau et d'un barrage étaient envisagés. Les travaux sont arrêtés depuis le 19 septembre 2002, date de déclenchement de la guerre civile.

## Économie

### Secteur primaire
Les habitants sont éleveurs et agriculteurs. À Toumoukoro l'on s'adonne à l'élevage du bovin, du caprin, de la volaille, du porcin, et de quelques autres espèces animales utilitaires, qui généralement accompagnent leurs maîtres dans la réalisation des travaux champêtres tel que l'âne. Le moyen le plus utilisé pour cultiver la terre est la charrue. Dite « culture attelée », elle nécessite le rassemblement de deux bœufs au nasaux perforés au moins et une carcasse de charrue, un alliage de pioches surmontées de manches métalliques, tiré par la paire de bœufs, accompagnés de deux individus. Ce mécanisme est secondé par les engins motorisés que sont les tracteurs, mais compte tenu de leur coût élevé, l'acquisition de ces machines n'étant pas à la portée de bourses d'un grand nombre de paysans, malgré ses avantages tant économiques qu'humains confirmés, la plupart des cultivateurs lorgnent ce système à distance, espérant en acquérir un jour très proche, mais utilisent en attendant la charrue.
Les Toumoukorolais cultivent le coton en grande quantité ; le village a d'ailleurs remporté la coupe nationale du progrès en 1970, un trophée du paysan qui était institué pour récompenser le village qui produisait le plus grand tonnage en coton.
La région de Toumoukoro compte de nombreuses plantations d'anacardiers, dont la graine appelée le « cajou » est commercialisée.
Les Malinkés (ou Dioulas) sont à la fois cultivateurs, grands commerçants et éleveurs. Les Sénoufos sont essentiellement cultivateurs et moyennement éleveurs. Quant aux Peuls, ils sont connus comme les principaux éleveurs, même s'ils ont pour la plupart des portions de terre cultivable pour subvenir à leurs besoins nutritionnels.
Il existe plusieurs GVC (groupement à vocation coopérative). Ces regroupements permettent d'unifier les efforts pour le développement agricole du village. Les Gopolais, à l'instar de beaucoup d'autres peuples des régions des savanes se nourrissent de céréales : de maïs, de mil, de sorgho, de riz, soja, haricot, etc. ; de tubercules : igname, patate douce, manioc, etc.
La boisson produite et préférée à Toumoukoro est le « tchapalo » ou « doro » une boisson locale et artisanale que l'on trouve dans la zone des savanes et même au-delà des frontières.
Cette boisson fabriquée à base de mil exige près de trois jours pour être prête à la consommation.

### Secteur tertiaire
Toumoukoro dispose d'un marché animé une fois par semaine, la semaine sénoufo comportant 6 jours, un marché multiséculaire, qui a fait la notoriété de ce village. Fréquenté par des populations venant de très loin parfois, ex: de Korhogo, Boundiali, Tingréla, Ferke, Ouangolo, Niellé et surtout des populations qui venaient parfois de très loin du Mali profond, Sikasso, Koutiala, Kadiolo, Zégoua, de N'golana, etc. Ce monde qui venait parfois s'approvionner, profitait aussi pour vendre ce dont il disposait, une sorte de troc déguisé. Certains troquaient effectivement à défaut de disposer de devise sonnante. Pour faire la meilleure affaire, la plupart des marchands venaient veiller à Toumoukoro, pour être parmi les premiers et mieux servis du marché. Ils étaient parfois nombreux surtout avec la présence remarquable des commerçants venus de Korhogo, à bord des camions de transport de marchandises dits remorques, les dix-tonnes, ou des cars de transports de personnes dits" rapitis, 22 places ou badajan" ces mini-cars de marque Renault de 22 places, surmontés de porte-bagages. Il en était de même pour ceux venus de Ferke, Ouangolo, etc.
Disons tout court que le marché de Toumoukoro fut une vache laitière, traité par les autorités administratives coloniales depuis la nuit des temps, venues de Korhogo, après par celles de Ferké, jusqu'en 1961 par la sous-préfecture de Ouangolo, qui a fait la passe à Niellé, notre dernier chef-lieu de sous-préfecture. Tous ont exploité le marché de Toumoukoro en venant imposer au monde qui le fréquentait depuis des siècles, une sorte de collecte forcée, dont Toumoukoro n'a jamais bénéficié d'aucune retombée.
La dernière exploitation par Niellé doit sûrement dater de la dernière semaine avant la crise en septembre 2002, date à laquelle des hommes de la rébellion ont mis en place leur système de collecte propre à eux, jusqu'à nos jours.
Espérons que Toumoukoro dans ses nouveaux habits de commune, se prendra enfin en charge, en gérant de façon consciente ses maigres ressources provenant des collectes, en ayant à l'esprit qu'aucun des pilleurs de ses ressources ne viendra lui prêter main pour construire sa ville. Un des nombreux sentiers qui attendent le nouvel homme fort de Toumoukoro M. Dongo KOUAKOU dit "commandant Zié".

## La région

### Traditions
Les Gopolais et Gopolaises sont majoritairement des croyants. Les populations dites Dioula sont des musulmans nés. Dans leurs quartiers différents, l'on remarque la présence des plus grandes mosquées, et les mieux équipées. Les Sénoufos, quant à eux, étaient connus plus féticheurs, adorateurs animistes, très peu chrétiens, etc., même si la tendance a beaucoup changé aujourd'hui. Ils sont en train d'être gagnés, en tout cas un nombre important d'entre eux, par la religion musulmane : pour preuve, les 3 ou 4 mosquées sorties de terre de l'autre côté du marigot (géographie), côté de la ville habitée par les Sénoufo, et animées ou présidées régulièrement par les imams sénoufo désignés parmi les fidèles de ces quartiers.
Toumoukoro est parsemée et presque encadrée par plusieurs bois sacrés, les lieux de culte typiquement Sénoufos, appelés communément « Sizangue », plate-forme dont l'accès est réservé exclusivement aux seuls initiés.
Le « Poro », le « Nangalague », le « Tchologo » sont certains des principaux rites magnifiés dans ces bois sacrés, surmontés généralement de gros arbres à l'allure de forêts classées. La pratique de valeur est réservée uniquement aux seuls initiés ou du moins ceux en instance de l'être. Ces réservoirs culturels que sont le poro, le Nangalgue, le tchologo et tant d'autres sont l'illustration typique ou l'identité culturelle de ce peuple.
Les mouhon-nons (c'est-à-dire les non initiés) n'ont pas le droit d'en savoir plus. Le Konhmon, un fétiche très connu pour ses performances supposées de chasseur aux sorciers et prédicateur de destin, est commun à beaucoup de régions des savanes tant au nord de la Côte d'Ivoire que dans nombre de pays limitrophes, tels que le Mali, le Burkina Faso, etc. Plusieurs autres formes d'idolatries sont pratiquées. À côté de ces grands plateaux de la croyance se tient la chrétienté, avec la présence d'une petite chapelle mitoyenne au groupe scolaire, qui n'attire pas assez d'adeptes, presque étouffée par les autres chapelles religieuses. Malgré les efforts des prêtres venant de Nielléou parfois de plus loin pour mobiliser, sensibiliser ou motiver les leurs, pour leur enseigner la parole de la bible, les chrétiens à Toumoukoro restent de loin minoritaires.

### Villages
- Pogo abrite les services administratifs de la douane de la frontière ivoiro-malienne. Cette petite ville peuplée d'un peu plus de 3 000 habitants, est devenue une commune depuis 2005, commune qui administre Ouariga, un village situé à près de 7 km d'elle. En dehors de cette commune, on peut compter les villages de Koronani, Tiogo, Pofoun, Galgolgo, Fatogomakaha, Kabogoh dit Zangaha, Ouariga, Naléo, Kafongo, Pongala. Loulo un village électrifié, tout à fait au sud et à 7 km de Toumoukoro, compte de près de 500 âmes. Il est situé à près de 10 km de Mibrigué, qui est un village de plus 4 000 habitants, à près de 20 km de Bougou, légèrement moins peuplé que lui, mais devenu une commune depuis 2008, par le même décret qui a érigé Toumoukoro en commune. Rappelons que tous ces trois villages sont administrés par la sous-préfecture de Mbengué, située à 45 km de Niellé, et moins de 100 km de Korhogo son chef-lieu de département et chef-lieu de région, de surcroît, "capitale du grand-nord".

- Naléo est un village de près d'environ 300 habitants, est situé à équidistance entre Niellé et Toumoukoro, soit à 15 km de l'une ou de l'autre sous-préfecture, en empruntant une voie moins développée d'où peu praticable, passant par un campement dit « Madou-vogoh » d'environ 50 habitants.

- Fatogomakaha, qui compte près de 200 habitants, se situe à 6 km au sud-est de la commune de Toumoukoro. Il se situe juste à 1,2 km d'un marigot qui fait office de ligne de démarcation frontalière entre le Mali et la Côte d'Ivoire. Ses habitants sont appelés Soudoumnon (les forgerons ou tisserands), un petit groupe ethnique dont le patois, « Soudouhr », est en voie de disparition, sérieusement menacé par l'influence de la langue Sénoufo. Ce groupe est représenté dans plusieurs autres villes et villages du Mali et de la Côte d'Ivoire. On les retrouve en Côte d'Ivoire, par exemple à Tiogo, à Ouaméléro, à Koronani, à Diawalla et à Nabingué. Un groupe ethnique malgré sa condamnation à la disparition programmée, a su garder ses liens de fraternité à travers les mariages entre les frères, conjurant un tant soit peu leur sort. Et de l'autre côté de la frontière, au Mali, à Kadiolo et N'golonan où ils sont aussi appelés les « Nounmouhn-den » en Malinké. Une situation qui interpelle le Professeur AMOA Urbain pour venir sauver ce qui peut l'être encore, concernant la survie du patois de ce groupe en voie de disparition.

Tous ces villages cités et tant d'autres restent dans l'attente du découpage géographique de la nouvelle S/P de Toumoukoro, pour connaître leur centre-lieu d'administration, défini par l'autorité centrale de tutelle d'Abidjan.
D'ici-là le Commandant Dongo Kouakou, S/P de Toumoukoro, continue de faire ce qu'il a à faire dans ses nouveaux habits de commandant.

## Villes voisines
- Ouangolodougou vers l'est.
- Kadiolo, au Mali, au nord.
- Mbengué et Korhogo au sud.
- Tingréla vers l'ouest.